# Forro in the Dark
Forro in the Dark est un groupe musical américain, originaire de New York.

## Histoire
Le groupe est composé des musiciens suivants : Mauro Refosco (zabumba et voix), Gilmar Gomes (percussion et voix), Davi Vieira (percussion et voix), Guilherme Monteiro (guitare et voix), Jorge Continentino (pifano -une sorte de flûte-, sax et voix) Smokey Hormel (guitare baryton, slide guitar et voix). Ceux-ci sont originaires pour la plupart du Brésil ainsi que du Salvador.
Ils se sont fait connaitre grâce à des concerts de forró, musique traditionnelle de la région Nordeste du Brésil, donnés lors des soirées du club Nublu cela en s'entourant de guest stars telles que Bebel Gilberto et David Byrne ; artistes que l'on peut retrouver sur leur second album. De même, une de leurs chansons de l'album Bonfires of Sao Joao, Forrowest a été incluse dans la bande originale du film les Rois de la glisse, des studios Sony, sorti à l'automne 2007.
Après la sortie en 2008 de leur EP Dia de Roda, Forro in the Dark commence à travailler sur son deuxième album Light a Candle. Parmi les artistes invités figurent Sabina Sciubba de Brazilian Girls, qui apparaît sur le titre Silence is Golden, et l'auteur-compositeur-interprète Jesse Harris, qui prête sa voix à la chanson Just Like Any Other Night. L'album comprend également des reprises de classiques du forró comme Saudades de Manezinho Araujo de Teo Azevedo et Forro de Dois Amigos d'Edmilson do Pífano.
SFWeekly considère le groupe comme « [poussant] le genre [du forró] encore plus loin, en ajoutant des riffs de guitare fuzzés, des scratchs de platine, et un saxophone qui respire et klaxonne... et enregistré en direct avec un minimum d'overdubs, ce qui leur donne une vibrante précipitation... les morceaux du groupe frémissent et tremblent comme une danseuse du ventre épileptique ».
En 2009, le groupe a collaboré avec l'auteur-compositeur-interprète Brett Dennen pour un enregistrement live disponible sur iTunes. Refosco est également annoncé comme percussionniste du nouveau groupe live de Thom Yorke, Atoms for Peace (qui comprend également Flea des Red Hot Chili Peppers, Joey Waronker de Beck et Nigel Godrich). Refosco rejoint les Red Hot Chili Peppers en tant que percussionniste de 2011 à 2014. 